# Plaza Magen David
La plaza Magen David  (en hebreo: כיכר מגן-דוד) ( o la «Plaza de la Estrella de David») es una plaza pública principal, situada en el corazón de la ciudad de Tel Aviv, Israel en la intersección de las calles Rey Jorge, Sheinkin, el Mercado Carmel, Nahalat Binyamin y Allenby. La plaza lleva ese nombre en las seis calles diferentes que la atraviesan, lo que contribuye a su popularidad entre los turistas y residentes por igual y por lo que es una de las plazas más concurridas de la ciudad.
Fue una de las primeras plazas que aparecieron en Tel Aviv. Jugó un papel importante en el transporte público a nivel local. Con los años la plaza entró en decadencia , y algunas de las casas de los alrededores se encontraban en mal estado. Asimismo, el crecimiento del tráfico por carretera hizo las comunicaciones cada vez más difíciles en la plaza. Por esta razón , en 1962 , fue construido un paso peatonal subterráneo. Sin embargo , debido al gran descuido y el uso de las personas sin hogar fue cerrada a finales de 2004. Desde 2005, se llevaron a cabo trabajos de reparación.